# Дубасов, Евгений Игнатьевич
Евгений Игнатьевич Дубасов (20 ноября 1937, Саратов — 16 сентября 2002, Москва) — советский актёр театра и кино.

## Биография
Родился 20 ноября 1937 года в Саратове в семье Игнатия и Антонины. Отец являлся преподавателем русского языка и литературы, мать являлась домашней хозяйкой. В семье воспитывалось трое детей.
Учился в школе-семилетке, которую окончил в 1952 году. Обучался в Саратовском электромеханическом институте П. Н. Яблочкова, который окончил с отличием после пяти лет учёбы, после чего пристрастие изменилось в область творчества. После получения диплома уехал в Москву для поступления в московские вузы. В один момент Дубасов узнал о кастинге ВГИКа и принял участие, смог преодолеть большой курс, после которого стал студентом актёрского факультета ВГИКа в мастерской Г. М. Козинцева и С. К. Скворцова.
В 1962 году после окончания ВГИКа был принят в труппу Театра-студии киноактёра при киностудии «Мосфильм», также Дубасов поступал в штат самой киностудии. Для дополнительного образования пошёл на режиссёрские курсы при Государственном комитете по телевидению и радиовещанию, освоив специальность и получив квалификацию режиссёра. Работал в своё время в качестве ассистента и постановщика на Центральном телевидении.
С началом 1990-х годов востребованность в профессии резко сократилась, Дубасов перебивался случайными заработками, спасаясь лишь поддержкой семьи.
Ушёл из жизни 16 сентября 2002 года в Москве по причине болезни. Похоронен на Химкинском кладбище.

## Фильмография
- 1958 — Звероловы — зверолов
- 1962 — Увольнение на берег — приятель Жени
- 1963 — Каин XVIII — епископ
- 1963 — Коротко лето в горах — Костя
- 1963 — Не плачь, Алёнка — участие
- 1963 — Сорок минут до рассвета — эпизод
- 1963 — Улица Ньютона, дом 1 — милиционер
- 1964 — Большая руда — автослесарь
- 1965 — Год как жизнь — друг Энгельса
- 1965 — Лебедев против Лебедева — эпизод
- 1965 — Пакет — красноармеец
- 1966 — Весёлые расплюевские дни — чиновник
- 1966 — Неуловимые мстители — бандит в трактире
- 1966 — Чёрт с портфелем — Женя
- 1967 — Штрихи к портрету. Поимённое голосование — Мясников
- 1969 — Адъютант его превосходительства — заключённый железнодорожник
- 1972 — За всё в ответе — участник встречи выпускников
- 1976 — Два капитана — офицер на свадьбе
- 1976 — Дни Турбиных — офицер
- 1976 — Золотая речка — эпизод
- 1977 — Судьба — пленный
- 1982 — Нам здесь жить — участник совещания
- 1982 — Профессия-следователь — милиционер
- 1984 — Очень важная персона — участник совещания
- 1985 — Софья Ковалёвская — эпизод

## Оценочные мнения
В жизни Евгений Игнатьевич был энергичным, пробивным человеком. Для него не существовало закрытых дверей. Если уж он за что-то брался, то непременно доводил это до конца. Позитивный настрой к жизни позволял ему постоянно находиться в хорошем настроении. Весёлый, хлебосольный, он собирал в своём доме много гостей, потчевал их вкусными блюдами собственного приготовления. Обладал хорошим голосом и слухом, часто пел под гитару, читал стихи. Очень любил животных, в его квартире всегда было много кошек и собак.киновед Алексей Тремасов, 